# Parque nacional de Marakele
El Parque nacional de Marakele (en afrikáans: Marakele Nasionale Park; en inglés: Marakele National Park) (conocido por un corto tiempo después de la fundación como el parque nacional de Kransberg) es un parque nacional que es parte de la Biosfera de Waterberg, en la provincia de Limpopo, Sudáfrica.
El parque es accesible a todo tipo de vehículos de pasajeros, posee zonas para campamento y sitios de tiendas con buenas carreteras. Además, aproximadamente 80 kilómetros de caminos dentro del parque son accesibles a todos los vehículos, con el equilibrio que requiere un vehículo de doble tracción. Marakele es el hogar de los llamados cuatro grandes (no existen búfalos en el parque), así como de dieciséis especies de antílopes y más de 250 especies de aves, entre ellas la colonia más grande de buitres leonados del cabo en el mundo (alrededor de 800 parejas reproductoras). El río Matlabas atraviesa el parque.